# Bezodné
Bezodné este o arie protejată (arie specială de conservare — SAC, sit de importanță comunitară — SCI) din Slovacia întinsă pe o suprafață de 65,45 ha, integral pe uscat.

## Localizare
Centrul sitului Bezodné este situat la coordonatele 48°22′57″N 17°00′50″E / 48.3825°N 17.013889°E.

## Înființare
Situl Bezodné a fost declarat sit de importanță comunitară în aprilie 2004 pentru a proteja 2 specii de animale. Situl a fost protejat și ca arie specială de conservare în martie 2004.

## Biodiversitate
Situată în ecoregiunea panonică, aria protejată conține 2 habitate naturale: Cursuri de apă de la nivel de câmpie la nivel montan, cu vegetație Ranunculion fluitantis și Callitricho-Batrachion, Lacuri și iazuri distrofice naturale.
La baza desemnării sitului se află mai multe specii protejate:
- nevertebrate (1): Cucujus cinnaberinus
- pești (1): țigănuș (Umbra krameri)

Pe lângă speciile protejate, pe teritoriul sitului au mai fost identificate 5 specii de plante, 6 specii de amfibieni, 4 specii de mamifere, 4 specii de nevertebrate.